# زيتا (حرف)
زيتا (باليونانية:ζῆτα) هو الحرف السادس من الأبجدية الإغريقية, يأخذ الحرف شكلين الكبير (Ζ) والصغير (ζ).